# John Waters
John Samuel Waters, Jr., född 22 april 1946 i Baltimore, Maryland, är en amerikansk författare, konstnär och filmregissör, som liksom sina avsiktligt provocerande och campiga filmer har en stor kultstatus. Hans musa och största stjärna under många år var Glenn Milstead, mer känd som Divine.

## Biografi
Waters intresserade sig tidigt för exploitationfilm av regissörer som Herschell Gordon Lewis och började som undergroundfilmare i George Kuchars tradition. Han har av författaren William Burroughs dubbats till "Påven av skräp" men är i folkmun mer känd som "The Baron of Bad Taste". Hans skräptrilogi med filmerna Pink Flamingos, Female Trouble och Desperate Living sände chockvågor över hela världen på 70-talet. Ingenting var heligt i John Waters tidiga filmer och han tog begreppet dålig smak så långt det bara gick. Under den senare delen av sin karriär har han gjort filmer för en större publik, så som Hairspray, Cry-Baby, Cecil B Demented och A Dirty Shame. Han har även skrivit ett antal böcker. 
John Waters är mycket fascinerad av brottshistoria och många av hans filmer innehåller referenser till ämnet. Serial Mom, till exempel, handlar bland annat om den kändisstatus och idoldyrkan som seriemördare uppnår. Sedan Cry-Baby har den ökända Patricia Hearst medverkat i alla hans filmer. En av Waters hobbyer är att gå på rättegångar.
Waters medverkade i Simpsons-avsnittet Homer's Phobia. Som skådespelare har han även haft mindre roller i Woody Allens Dur och moll (1999), Herschell Gordon Lewis Blood Feast 2 (2002), Seed of Chucky (2004) samt ett avsnitt av tv-serien My Name Is Earl. Man kan även se honom i Jackass 2 där han trollar bort Wee-man. Waters är god vän med Johnny Knoxville som bl.a. spelar Ray-Ray i Waters film A Dirty Shame.
Waters medverkar i musikvideon till The Lonely Islands låt The Creep från 2011.

## Filmografi (urval)
| År   | Titel             |
| ---- | ----------------- |
| 1969 | Mondo Trasho      |
| 1970 | Multiple Maniacs  |
| 1972 | Pink Flamingos    |
| 1974 | Female Trouble    |
| 1977 | Desperate Living  |
| 1981 | Polyester         |
| 1988 | Hairspray         |
| 1990 | Cry-Baby          |
| 1994 | Serial Mom        |
| 1998 | Pecker            |
| 2000 | Cecil B. DeMented |
| 2004 | A Dirty Shame     |